# 長野市立芋井中学校
長野市立芋井中学校（ながのしりつ いもいちゅうがっこう）は、かつて長野県長野市桜にあった公立中学校。

## 概要
- 長野市中心部西側の芋井地区にある学校であり、市の中心部から近接している中山間地に位置している。長野市立芋井小学校と併設されていた。

### 閉校の経緯
- 少子化・過疎化により、校区内の生徒数の減少により、学校の維持が困難になると予想され、芋井地区住民自治協議会が長野市に対して、廃校の申し入れをし、可決されたので2012年3月31日に廃校になった。

## 沿革
- 1947年（昭和22年）4月1日 - 芋井村立芋井中学校として、開校する。[1]
- 1954年（昭和29年）4月1日 - 長野市との編入合併に伴い、長野市立芋井中学校となる。[1]
- 2012年（平成24年）3月16日 - 閉校式を開催する。[2]
- 2012年（平成24年）3月31日 - 長野市立西部中学校と統合して、廃校になる。[2]

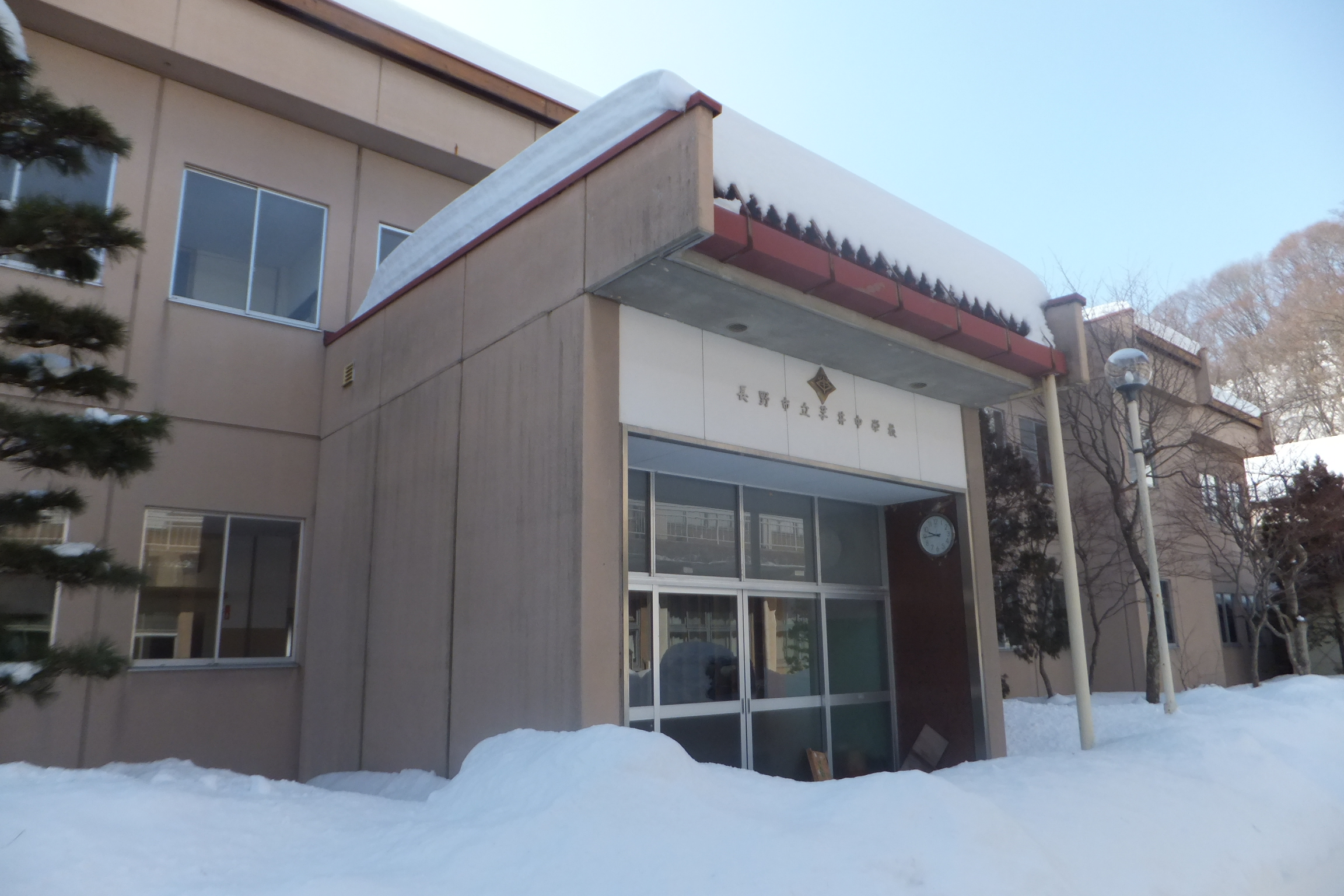
校門
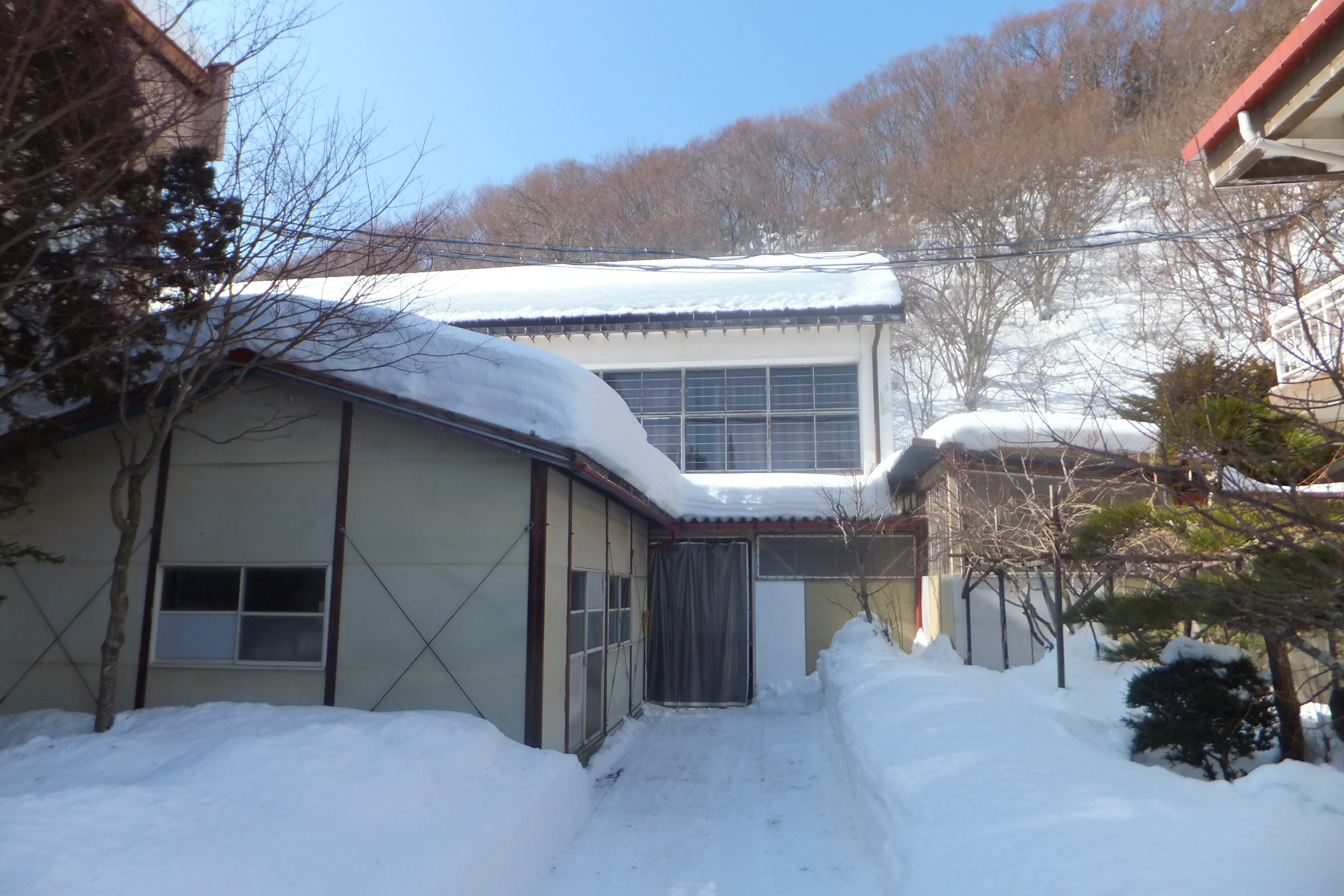
体育館

## 校区
- 長野市立芋井小学校